# 적도 기니
적도 기니(영어: Equatorial Guinea, 스페인어: Guinea Ecuatorial, 프랑스어: Guinée équatoriale, 포르투갈어: Guiné Equatorial, 문화어: 적도 기네)는 아프리카 서부에 있는 나라로 인구는 약 120만 명이며, 면적은 28,051 km2이다.
적도 기니는 아프리카에서 가장 작은 나라 중 하나로, 크게 남동쪽에 가봉과 북쪽에 카메룬 서쪽은 대서양 사이에 있는 대륙 부분인 리오무니(Río Muni)와 수도인 말라보가 있는 비오코섬(Bioko), 그리고 작은 섬인 안노본섬(Annobón)으로 나뉜다. 과거 스페인의 식민지였고, 아프리카에서 (분쟁 지역인 서사하라를 제외하고) 유일하게 스페인어를 공용어로 사용하는 나라이다. 적도 기니의 대륙 영토인 리오무니는 대체로 북위 1° ~ 2°10′20″ 사이에 위치하고 있지만, (기니나 기니비사우보다) 적도에 가깝고 적도의 북쪽 뿐만 아니라 남쪽에도 영토(안노본섬)가 있기 때문에 적도 기니(Equatorial Guinea)라고 한다. 최근에는 유전의 개발로 경제가 성장하고 있다.

## 역사
인도에 가는 경로를 찾던, 포르투갈의 탐험가 페르낭 두 포(Fernão do Pó)가 1472년 비오코섬을 최초로 발견하였다. 그는 “아름다움”을 뜻하는 포르모사(Formosa)로 불렀지만, 이내 그곳의 유럽인 발견자의 이름을 따라간다. 페르난도 포(Fernando Pó)와 안노본(Annobón) 섬은 1474년 포르투갈이 식민지로 개척하였다. 1778년 근접한 작은 섬들과 니제르강과 오고에 강 사이 본토의 상업적 권리가 엘 파르도 조약에 따라 스페인에게 양도되었다.
1968년 10월 아프리카의 스페인 식민지 중에서 제일 먼저 독립했다.

## 지리
적도 기니는 크게 아프리카 대륙에 위치한 리오무니(Río Muni, 26,017 km2)와 그 북서쪽에 있는 비오코섬(Bioko, 2,017 km2)으로 구성되어 있으며, 두 지역은 156 km 떨어져 있다. 적도 기니의 수도인 말라보(북위 3°45′)는 비오코섬의 북부에 위치하고 있다. 또, 리오무니 해안에서 남서쪽으로 500 km 떨어진 곳에는 면적이 17 km2인 안노본섬(Annobón, 남위 1°25′)이 있다.
대륙 부분은 원주민어인 팡어로 음비니(Mbini)라고 하며, 2012년 헌법에는 리오무니(Río Muni)로 명명했다. 비오코섬은 적도 기니 전체 면적의 7.2%에 불과하지만, 인구는 27.4%에 이르며, 지역에 따른 경제 격차가 크다. 인구가 25만 명인 제1도시 바타(Bata)는 대륙부에 있다. 한편, 말라보를 대체할 미래 수도가 대륙부 중앙에 위치한 시우다드데라파스(Ciudad de la Paz)에 건설되고 있다.

## 행정 구역

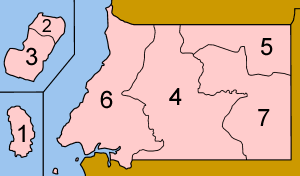
적도 기니의 행정 구역

적도 기니는 8개 주로 구성되어 있다.
1. 안노본주 (주도 - 산안토니오데팔레)
2. 북비오코주(주도 - 말라보)
3. 남비오코주(주도 - 루바)
4. 중남부주(주도 - 에비나용)
5. 키에은템주(주도 - 에베비인)
6. 리토랄주(주도 - 바타)
7. 웰레은사스주(주도 - 몽고모)
8. 지블로호(주도 - 시우다드데라파스)

## 사람과 언어
페르난도포 섬에 부비족과 이보족이 있고, 비오코 섬은 원래 무인도로 알려져 있으며, 현재는 부비인이 다수를 차지하고 있다. 부비인 외에는 페르디난도라고 불리는 시에라리온 및 라이베리아에서 온 해방 노예 출신이 거주한다. 반면 대륙부(음비니)는 팡인이 다수이다.
공식어는 스페인어와 프랑스어(1998년 1월 21일 헌법 4조를 개정하여 추가)를 공용어로 쓴다. 그 외에도 피진 영어, 팡어, 부비어, 이보어, 포르투갈어도 사용된다. 공식어에 관해서는 적도기니의 공식 정부 누리집에서 ‘인구’ 항목에서 찾을 수 있다.
적도기니는 국제 이베리아-아메리카 기구(OIE)의 정회원국이자, 국제 프랑스어 사용국 기구(프랑코포니)의 정회원국이다. 또한 포르투갈어 사용국 공동체(CPLP)의 참관국이다. 특히 경제적인 이유로 포르투갈어 사용국 공동체의 정회원이 되기 위하여 2007년 7월에 포르투갈어를 세 번째의 공용어로 지정했다.
현행 헌법은 1991년 반포한 것인데, 1995년, 1998년, 2011년 개헌이 있었다. 이를 모두 반영하여 2012년 2월 16일 새롭게 헌법을 반포했다. 신헌법 4조 1항에는 "적도기니공화국의 공식어는 스페인어, 프랑스어 및 법률이 정한 것들이다. 원주민의 언어들은 국가문화의 성분으로 인정된다."고 규정했다. 이로써 스페인어와 프랑스어가 헌법상 공식어가 됐으며, 포르투갈어는 공식어에서 제외됐다.

### 종교
적도 기니 인구의 93%를 차지하는 기독교가 주요 종교이다. 87%는 가톨릭 교회인 반면에 소수 5%는 신교도이거나 소수 종파이다. 또다른 인구의 5%는 토착 신앙을 따르며, 마지막 2%는 무슬림, 바하이교와 다른 신앙의 신봉자로 구성한다.

## 스포츠
인기 있는 스포츠는 축구로 특히 적도 기니 여자 대표팀은 아프리카 여자 네이션스컵에서 2번의 우승(2008년, 2012년)을 거머쥐었고 2010년 아프리카 여자 축구 선수권 대회에서는 준우승의 값진 성과를 얻어내며 2011년 FIFA 여자 월드컵 본선 진출에 성공했다. 그리고 적도 기니 남자 대표팀도 2012년 아프리카 네이션스컵에서 개최국 자격으로 첫 출전하여 각각 리비아, 세네갈을 꺾고 2승 1패로 8강에 진출하는 이변을 일으켰고 3년만에 홈에서 개최한 2015년 아프리카 네이션스컵에서는 2004년 아프리카 네이션스컵 챔피언 튀니지를 8강에서 꺾고 메이저 대회 역사상 첫 4강 돌풍을 일으켰다.

## 경제
산업면에서는 페르난도포 섬의 커피·카카오 농장이 유명하고, 내륙부에서는 목재 자원을 개발하여 주요 수출품이 되었다. 독립 이전 적도 기니의 주요 산업은 코코아 생산이었다. 1996년 거대한 유전이 발견되었고, 그 후 적도 기니의 경제는 드라마틱한 발전을 이루었다. 적도 기니는 사하라 이남 아프리카 중 세 번째로 큰 산유국이며(나이지리아, 가봉) 생산량은 일일 36만 배럴에 달한다. 이에 힘입어 1996~2005년 기간 동안 연평균 30.8%의 경제 성장을 기록하였다. 더욱이 적도 기니의 인구는 나이지리아(약 1억 3천만 명)나 가봉에 비하여(130만 명) 50만 명밖에 안 된다.
이러한 석유 생산에 힘입어 적도기니의 구매력 기준 1인당 국민소득은 룩셈부르크에 이어 세계 2위  인 50,200 달러에 달하지만, 부의 불균등한 분배와 생활수준 향상을 위한 투자가 원활이 이루어지지 않아 많은 국민의 생활수준은 향상되지 않았다. 미국 상원의 보고서에 따르면, 적도 기니 원유 생산 수입의 상당수가 최근까지 칠레의 독재자 아우구스토 피노체트의 계좌에 흘러들어 가고 있었다고 하며, 현 대통령인 오비앙 대통령은 세계 국가원수 중 아홉 번째로 많은 재산을 보유하고 있다.

## 대한관계
적도기니는 남북한 동시 수교국이다. 한국과는 1979년 9월, 북한과는 1969년 1월부터 국교 관계가 시작되었으며, 1980년 2월 이후 한국은 가봉 대사관이 겸임하고 있다. 1992년 대한 수입은 2만 7천 달러, 대한 수출은 9천 달러였으나, 교역이 많이 이루어져 2007년 기준 대한 수출은 93만 3천 달러이다.